# Питирим (архиепископ Нижегородский)
Архиепи́скоп Питири́м (в миру Пётр Потёмкин (?); ок. 1665, Горицы, Шуйский уезд — 8 (19) мая 1738, Нижний Новгород) — епископ Русской православной церкви, архиепископ Нижегородский и Алатырский.
Родился в старообрядческой семье, был начётчиком, проповедовал «древлее благочестие» по скитам и лесам. В 1704 году перешёл в официальную церковь и стал гонителем «раскольников». Ревностный исполнитель церковной политики Петра I в Нижегородском крае, он получил известность прежде всего как ярый борец со старообрядчеством и основатель первых церковных школ в Нижнем Новгороде.
По мнению современного исследователя Алексея Морохина, методы «борьбы с расколом», применявшиеся Питиримом и «жестокие преследования раскольников… во многом способствовали окончательному оформлению старообрядчества и его разграничению с официальной Церковью», при этом Нижегородская земля превратилась в оплот церковной оппозиции.

## Биография
Родившись в семье старообрядцев, Питирим получил и воспитание, согласное с их духом. С юности стремясь к отшельнической жизни, он ушёл в старообрядческий скит на Вятку, где и был пострижен в монашество, после чего вернулся на родину и был наставником староверов и защитником их преданий.
Пылая ревностью к защите раскола, он желал иметь в своих руках как можно более доказательств правоты их учения и поэтому, кроме изучения Священного Писания, со свойственной ему ревностью обратился к изучению соборных постановлений и творений святых Отцов Церкви, всех богослужебных книг, истории Русской церкви, церковной археологии и других. Постепенно он отошёл от старообрядчества и возвратился в лоно Православной церкви. Так он превратился из старообрядца в борца против них.
С 1704 года (по обращении в православие) — строитель Николаевского монастыря в Переславле-Залесском, а с 1713 года — игумен этого монастыря.
С 1707 года ревностно боролся против раскола в губерниях: Ярославской, Костромской, Владимирской, Нижегородской. Снискал на этом поприще любовь и расположение Петра I.
Около 1705 года основал мужской Кержебелбашский монастырь. С 1709 года — строитель этого монастыря. В 1717 году (или 1718-м) возведён в сан архимандрита.
Вскоре для борьбы с расколом архимандрит Питирим был назначен царём Петром I на Нижегородскую епархию и по его приказу стал обращать староверов этой области в православие.
23 марта 1719 года хиротонисан во епископа Нижегородского и Алатырского.
21 марта 1720 года в Нижнем Новгороде был казнён диакон Александр — один из руководителей старообрядцев знаменитого Керженца. Этой казни предшествовала трёхлетняя (1716—1719) полемика между Александром и Питиримом. 1 января 1716 года Питирим послал керженским старообрядцам 130 вопросов, Александр диакон и его последователи 16 августа того же года послали, в свою очередь, Питириму 240 вопросов. Но 1 октября 1719 года в селе Пафнутове Дрюковской волости Балахнинского уезда состоялось «публичное разглагольство», призванное продемонстрировать победу Питирима. В конце «разглагольства» Питирим передал диаконовцам ответы на их 240 вопросов, а диаконовцы вручили Питириму «Доношение» с подписями Александра диакона и старцев Иосифа, Нафанаила и Варсонофия. В нём они просили о присоединении их к Православной церкви и отказывались от утверждений, содержащихся в «Диаконовских ответах». Но вскоре 18 февраля 1720 года в Петербурге Александр диакон подал царю «Прошение», где объяснил, что текст «Доношения» был написан самим Питиримом и он заставил диаконовцев под пытками «переписать набело и, приложа руки, подать перед народом… И мы, убогия, во узах истомленныя, убоявся от него, епископа, больших мук… руки своя приложили не правильно». При подаче «Прошения» Петру Александр диакон был арестован, снова повергнут пыткам, отправлен в Нижний Новгород и там казнён.
Питирим, причастный к осуждению дьякона, видимо, опасался ответных действий со стороны старообрядцев. В сентябре 1720 года к епископу явился неизвестный человек, назвавшийся Иваном. 3 октября 1720 года в Троицком Бельбашском монастыре он совершил покушение на иеродиакона Гурия, бывшего у Питирима судьёй по раскольническим делам и описавшего миссионерскую деятельность епископа. Сам Питирим, находившийся там же, лишь случайно избежал ножа Бородина. Епископ сразу же заподозрил, что покушавшийся подослан старообрядцами, хотя ему было известно о душевной болезни «скатертного дела мастера».
24 мая 1724 года возведён в сан архиепископа за благочестие и неутомимый труд в приведении раскольников к православию.
Кроме борьбы с расколом, он обращал к христианской вере и иноверцев. При обращении в православие он требовал, чтобы желающий обращения «был свидетельствован духовником, должен у него исповедоваться и приобщиться Святых Таин».
Первым из иерархов решил открыть духовное училище в своей епархии. Произвёл преобразование в двух нижегородских школах, присоединив к ним третью новую, высшую, под названием славяно-латинской. Все три школы стали называться духовными семинариями. Всего в своей епархии он учредил тринадцать приготовительных к семинарскому образованию школ.
В 1729 году осуществил закладку деревянной Андреевской церкви на Васильевском острове в Санкт-Петербурге.
С 21 июля 1730 года — член Святейшего синода.
В 1734 году Святейший синод назначил особую комиссию по изучению недавно возникшей квакерской ереси; в комиссию, наряду с архиепископом Феофаном (Прокоповичем), входил и архиепископ Питирим.
Скончался 8 мая 1738 года.

## Сочинения
- Объявление о сложении перстов десныя руки на знамение честнаго креста. Ответы игумена Питирима града Переславля монастыря Николаевского (рукопись)
- «Пращица», СПб, 1721. М., 1752 и др.: 1718, 1723, 1753 годы.
- Переписка с керженскими раскольниками в 1716 г. // История Нижегородской иерархии. — С. 53-66.
- Письма к царю и доношения Синоду // История Нижегородской иерархии. — С. 47, 83, 93.
- Объявление, како Питирим епископ с раскольническими учителями разменялся вопросами и ответами. СПб, 1720 и 1782.
- Доношение Питиримово (царю). Чтен. общ. ист., 1860.
- Четыре докладные записки Питирима по делу о дьяконовцах // Есипов. Раскольничьи дела. СПб, 1861. — С. 644—650.
- Доклад архимандрита Питирима о раскольниках и др. бумаги // Есипов. Раскольничьи дела. СПб, 1861. — С. 193, 194, 208, 210—220, 235, 272.